# Amber Kuo
Amber Kuo (郭采潔), née à Taipei le 19 février 1986, est une chanteuse, et actrice taïwanaise.

## Drama (séries télévisées)
- Love Forward (TTV, 2012)
- Channel-X (TTV, 2010)
- Na Yi Nian De Xing Fu Shi Guang (TTV, 2009)
- Woody Sambo (TTV / SETTV, 2008)

## Génériques
- L.O.V.E, Woody Sambo (2008)
- L.O.V.E duet with Wong Yat Fei, Woody Sambo (2008)
- Irrigate Love, Love Forward OST (2012)
- Must Forget It , Love Forward OST (2012)
- Still Loving You, Love Forward OST (2012)

## Films
- Triumph in the Skies (2015)
- Where the wind settles (2015)
- Sex Appeal (2014)
- Tiny Times 3.0 (2014)
- Tiny Times 2.0 (2013)
- Tiny Times 1.0 (2013)
- Love (2012)
- Close to You (2010)